# Lathyrus luteus
Lathyrus luteus là một loài thực vật có hoa trong họ Đậu. Loài này được (L.) Peterm. miêu tả khoa học đầu tiên năm 1849.